# Eduardo Carriles Galarraga
Eduardo Carriles Galarraga   (Santander, 28 de novembre de 1923 - Madrid, 12 de gener de 2020) fou un jurista i polític espanyol, Ministre d'Hisenda des del 5 de juliol de 1976 fins al 4 de juliol de 1977, en el segon govern d'Adolfo Suárez.

## Vida
Carriles Galagarra va estudiar en el col·legi dels Agustins de la ciutat de Santander, i va cursar la Dret a les universitats d'Oviedo i Deusto, llicenciant-se, finalment, en la de Valladolid. Va ingressar en el Cos d'Advocats de l'Estat al juliol de 1945.
Membre d'Unió Democràtica Espanyola i integrant del Grup Tácito, va see vicepresident de l'Asociación Católica Nacional de Propagandistas, assessor jurídic de la presidència del Govern i del ministeri d'Afers exteriors, president de la Comissió de Consum del Pla de Desenvolupament i del consell rector de l'Escola de Negocis CEU, secretari general d'Aeronàutica Industrial, membre del Gabinet d'Estudis per a la Reforma Administrativa, conseller de RENFE, Editorial Catòlica i conseller director general de La Unión y el Fénix, president de la Cadena d'Ones Populars Espanyoles i de Banfénix.
Va ser condecorat amb la Gran Creu de l'Orde de Carles III i va presidir la Societat Internacional de Serveis Tècnics.